# Kateřina Janatová
Kateřina Janatová (* 13. März 1997 in Jilemnice) ist eine tschechische Skilangläuferin.

## Werdegang
Janatová, die für den Dukla Liberec startet, lief im Dezember 2013 in Horní Mísečky erstmals im Slavic Cup und errang dabei den 32. Platz über 5 km klassisch und den 21. Platz über 10 km Freistil. Ihre besten Platzierungen beim Europäischen Olympischen Winter-Jugendfestival 2015 in Steg waren der 20. Platz über 5 km Freistil und der neunte Rang in der Mixed-Staffel und bei den Nordischen Junioren-Skiweltmeisterschaften 2016 in Rasnov der 35. Platz im Sprint und der 12. Rang mit der Staffel. Ihr Debüt im Skilanglauf-Weltcup hatte sie im Januar 2016 in Nové Město, das sie auf dem 59. Platz über 10 km Freistil beendete. Bei den Nordischen Junioren-Skiweltmeisterschaften 2017 in Soldier Hollow belegte sie den 27. Platz über 5 km Freistil, den 21. Rang im Sprint und den zehnten Platz mit der Staffel. Im folgenden Jahr kam sie bei den U23-Weltmeisterschaften in Goms auf den 34. Platz im Skiathlon, auf den 25. Rang über 10 km klassisch und auf den 14. Platz im Sprint. Bei der Tour de Ski 2018/19 holte sie bei der Sprintetappe in Toblach mit dem 29. Platz ihre ersten Weltcuppunkte. Im Januar 2019 lief sie bei den U23-Weltmeisterschaften in Lahti auf den 29. Platz im 15-km-Massenstartrennen, auf den 21. Rang im Sprint und auf den 19. Platz über 10 km Freistil. Bei den Nordischen Skiweltmeisterschaften 2019 in Seefeld in Tirol belegte sie den 60. Platz über 10 km klassisch, den 41. Rang im Sprint und den 13. Platz zusammen mit Petra Hynčicová im Teamsprint. Im März 2019 holte sie im Sprint in Oberwiesenthal ihren ersten Sieg im Alpencup und erreichte abschließend den zehnten Platz in der Gesamtwertung des Alpencups. In der Saison 2019/20 belegte sie den 27. Platz bei der Tour de Ski 2019/20 und errang mit Platz zwei in Piancavallo über 10 km klassisch und Rang eins im Sprint, den neunten Platz in der Gesamtwertung des Alpencups.
Nach Platz 48 beim Ruka Triple zu Beginn der Saison 2020/21, errang Janatová mit Platz neun im Sprint in Dresden ihre erste Top-Zehn-Platzierung im Weltcupeinzel und den 39. Platz bei der Tour de Ski 2021. Beim Saisonhöhepunkt, den Nordischen Skiweltmeisterschaften 2021 in Oberstdorf, lief sie auf den 32. Platz im Sprint, auf den 21. Rang über 10 km Freistil und jeweils auf den achten Platz mit der Staffel und zusammen mit Kateřina Razýmová im Teamsprint. In der Saison 2021/22 kam sie bei der Tour de Ski 2021/22 auf den 27. Platz und nahm bei den Olympischen Winterspielen 2022 in Peking an fünf Rennen teil. Ihre besten Platzierungen dabei waren auf den 19. Platz im Sprint und der 13. Rang mit der Staffel.

## Siege bei Continental-Cup-Rennen
| Nr. | Datum           | Ort            | Disziplin       | Serie    |
| --- | --------------- | -------------- | --------------- | -------- |
| 1.  | 15. März 2019   | Oberwiesenthal | Sprint Freistil | Alpencup |
| 2.  | 7. Februar 2020 | Piancavallo    | Sprint Freistil | Alpencup |

## Teilnahmen an Weltmeisterschaften und Olympischen Winterspielen

### Olympische Spiele
- 2022 Peking: 13. Platz Staffel, 15. Platz Teamsprint klassisch, 19. Platz Sprint Freistil, 22. Platz 30 km Freistil Massenstart, 34. Platz 10 km klassisch

### Nordische Skiweltmeisterschaften
- 2019 Seefeld in Tirol: 13. Platz Teamsprint klassisch, 41. Platz Sprint Freistil, 60. Platz 10 km klassisch
- 2021 Oberstdorf: 8. Platz Staffel, 8. Platz Teamsprint Freistil, 21. Platz 10 km Freistil, 32. Platz Sprint klassisch
- 2023 Planica: 7. Platz Teamsprint Freistil, 9. Platz Staffel, 17. Platz Sprint klassisch, 18. Platz 10 km Freistil, 33. Platz 15 km Skiathlon
- 2025 Trondheim: 8. Platz Staffel, 8. Platz Teamsprint klassisch, 12. Platz 50 km Freistil Massenstart, 18. Platz Sprint Freistil, 18. Platz 20 km Skiathlon

## Platzierungen im Weltcup

### Weltcup-Statistik
Die Tabelle zeigt die erreichten Platzierungen im Einzelnen.
- 1.–3. Platz: Anzahl der Podiumsplatzierungen
- Top 10: Anzahl der Platzierungen unter den ersten zehn
- Punkteränge: Anzahl der Platzierungen innerhalb der Punkteränge
- Starts: Anzahl gelaufener Rennen in der jeweiligen Disziplin
- Hinweis: Bei den Distanzrennen erfolgt die Einordnung gemäß FIS.

| Platzierung               | Distanzrennen a | Distanzrennen a | Distanzrennen a | Distanzrennen a | Distanzrennen a | Skiathlon Verfolgung | Sprint | Etappen- rennen b | Gesamt | Team   | Team    |
| Platzierung               | ≤ 5 km          | ≤ 10 km         | ≤ 15 km         | ≤ 30 km         | > 30 km         | Skiathlon Verfolgung | Sprint | Etappen- rennen b | Gesamt | Sprint | Staffel |
| ------------------------- | --------------- | --------------- | --------------- | --------------- | --------------- | -------------------- | ------ | ----------------- | ------ | ------ | ------- |
| 1. Platz                  |                 |                 |                 |                 |                 |                      |        |                   |        |        |         |
| 2. Platz                  |                 |                 |                 |                 |                 |                      |        |                   |        |        |         |
| 3. Platz                  |                 |                 |                 |                 |                 |                      |        |                   |        |        |         |
| Top 10                    |                 | 1               |                 | 3               |                 | 1                    | 6      |                   | 11     | 8      |         |
| Punkteränge               |                 | 26              | 4               | 14              | 2               | 8                    | 48     | 5                 | 107    | 12     | 3       |
| Starts                    |                 | 49              | 4               | 14              | 2               | 19                   | 65     | 8                 | 161    | 12     | 3       |
| Stand: Saisonende 2024/25 |                 |                 |                 |                 |                 |                      |        |                   |        |        |         |

### Weltcup-Gesamtplatzierungen
| Saison  | Gesamt | Gesamt | Distanz | Distanz | Sprint | Sprint |
| Saison  | Punkte | Platz  | Punkte  | Platz   | Punkte | Platz  |
| ------- | ------ | ------ | ------- | ------- | ------ | ------ |
| 2018/19 | 2      | 115.   | –       | –       | 2      | 81.    |
| 2019/20 | 119    | 47.    | 39      | 44.     | 60     | 33.    |
| 2020/21 | 116    | 41.    | 10      | 65.     | 96     | 17.    |
| 2021/22 | 128    | 38.    | 6       | 73.     | 102    | 21.    |
| 2022/23 | 796    | 23.    | 321     | 27.     | 373    | 23.    |
| 2023/24 | 1102   | 13.    | 518     | 25.     | 446    | 18.    |
| 2024/25 | 1347   | 6.     | 742     | 12.     | 497    | 11.    |